# Nasavrky, Ústí nad Orlicí
Nasavrky là một làng thuộc huyện Ústí nad Orlicí, vùng Pardubický, Cộng hòa Séc.